# Chevalier grivelé
Actitis macularius
Espèce
Synonymes
- Actitis macularia
- Tringa macularia

Statut de conservation UICN

 LC  : Préoccupation mineure

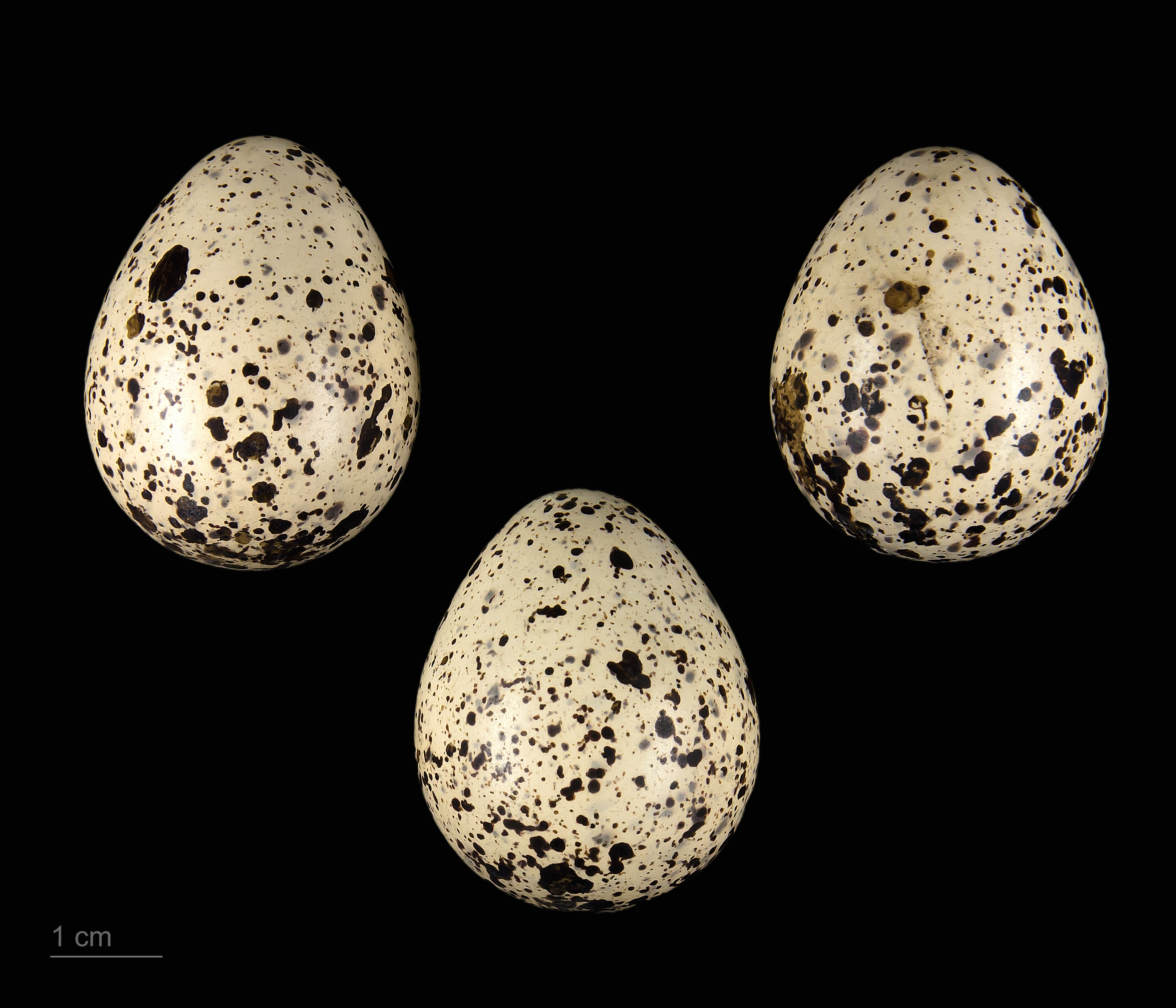
Œufs de Actitis macularius - Muséum de Toulouse

Le Chevalier grivelé (Actitis macularius) est une espèce d'oiseaux limicoles de la famille des Scolopacidae. Cette espèce est polyandre. Les femelles se battent violemment pour conquérir leurs mâles.

## Description
Cet oiseau mesure 18 à 22 cm de longueur.

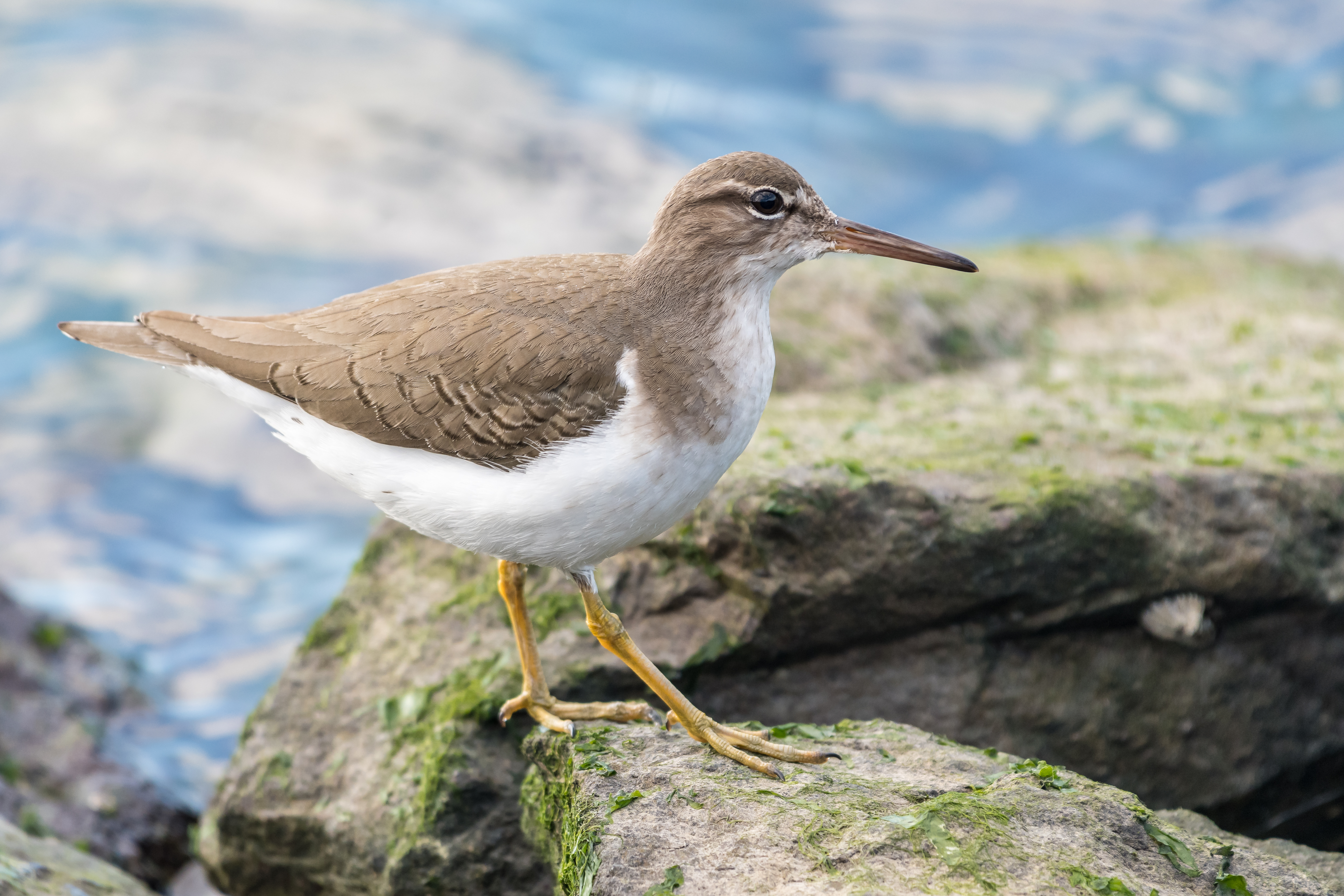
Un chevalier grivelé, à Richmond (Californie). Janvier 2019.

En plumage nuptial, cet oiseau se caractérise par ses parties inférieures blanches fortement marquées de grosses taches sombres. Les parties supérieures sont brunes avec les scapulaires, les couvertures et les tertiaires barrées de noir et bordées de chamois aux extrémités. Les traits rachiaux sont noirs.
En plumage hivernal, cet oiseau présente un manteau, des scapulaires et des tertiaires brun uni. Les couvertures sont barrées de chamois cannelle et de brun sombre.
Le bec est nettement bicolore puisque rosé à pointe noire. Les pattes sont jaunâtres.
Le juvénile ressemble beaucoup à l'adulte en plumage internuptial. Toutefois, les couvertures alaires sont plus fortement barrées de chamois et de brun sombre et les tertiaires présentent une pointe chamois et une ligne subterminale sombre. La couleurs de cet oiseau varie entre plusieurs teintes comme : rosâtre, jaune vif, gris-jaune-verdâtre, gris-verdâtre ou brun-jaunâtre.

## Comportement
Comme le Chevalier guignette, cet oiseau marche penché vers l'avant et effectue fréquemment des mouvements nerveux de hochements de la tête et de l'arrière du corps. De même, il vole les ailes raidies, tout en émettant souvent un pîte-ouîte perçant.

## Alimentation
Cet oiseau se nourrit à vue en picorant de petites proies qu'il prélève parfois de la face inférieure des feuilles.